# يان بروغر
يان بروغر (بالنرويجية البوكمول: Jan Brøgger)‏ هو بروفيسور وعالم نفس نرويجي، ولد في 13 يناير 1936 في باريس في فرنسا، وتوفي في 28 فبراير 2006 في أوسلو في النرويج.